# Furry Creek (British Columbia)
Furry Creek ist eine Siedlung (Unincorporated place) in der kanadischen Provinz British Columbia. Sie liegt östlich des Howe Sounds am Highway 99, zwischen Lions Bay im Süden und Britannia Beach im Norden. Verwaltungstechnisch gehört die Ansiedlung mit ihren etwa 270 Einwohnern zum Squamish-Lillooet Regional District.

## Geschichte
Der gleichnamige Bach Furry Creek wurde in den 1870er Jahren nach dem frühen Entdecker und Siedler Oliver Furry benannt. Die Hänge wurden abgeholzt. Zwei Stollen der Britannia Creek Mine, eines Kupferbergwerks, hatten Ausgänge in Furry Creek, wo während der frühen 1900er Jahre in einem Holzfäller-Camp Hölzer zur Abstützung der Mine bereitgestellt wurden. Staudämme am Phyllis Lake und am Marion Lake sowie am Furry Creek leiteten Wasser vom Furry Creek zur Britannia Mine, um dort Strom zu gewinnen. 
Im Verlauf des 20. Jahrhunderts wurde im Gebiet von Furry Creek eine Kiesgrube betrieben. Hütten und eine Besserungsanstalt im nahe gelegenen Porteau Cove sorgten viele Jahre für eine spärliche Besiedlung der Gegend. Außerdem gab es Campingplätze und verschiedene Möglichkeiten begrenzter Freizeitaktivitäten, abgesehen vom Highway und der Eisenbahnstrecke, die Einschnitte im Fuß der Wasserscheide bildeten.

## Furry Creek Hydro
Es gibt etwa einen Kilometer oberhalb von Furry Creek ein Laufwasserkraftwerk. Ein 2004 errichtetes Wehr im Creek leitet Wasser über eine 3 km lange Druckrohrleitung ab, das nach einem 366 m tiefen Fall auf eine Pelton-Turbine geführt wird, welche bis zu 11 MW Strom erzeugen kann. Das Wasserkraftwerk wurde 2010 an die Veresen Inc. verkauft, einen unabhängigen Stromproduzenten, welcher den erzeugten Strom an BC Hydro verkauft.